# Heterixalus carbonei
Heterixalus carbonei is een kikker uit de familie van de rietkikkers (Hyperoliidae). De soort werd beschreven door Vences, Glaw, Jesu en Schimmenti in 2000.
De kikker is endemisch in Madagaskar. De soort komt voor in onder andere Tsingy de Bemaraha en de subtropische bossen van Madagaskar. Houtkap en landbouw zijn de grootste bedreigingen.